# Nikolai Rubakin
Nikolai Rubakin (em russo:  Николай Александрович Рубакин, em francês:  Nikolaï Alexandrovitch Roubakine) foi um escritor russo nascido em 1 de julho de 1862  em Oranienbaum (que se tornou Lomonossov), na região de São Petersburgo, e falecido em 23 de novembro  de  1946 em Lausanne na Suíça. Ele está enterrado em Moscou.

## Biografia
Nikolai Rubakin dedicou toda sua vida ao livro, paixão que herdou com uma imensa biblioteca de sua mãe bibliotecária. Suas simpatias pelos socialistas-revolucionários e sua amizade com Alexandre Oulianov (irmão mais velho de Lênin, condenado à morte e enforcado por tentar assassinar Alexandre III em 1887) o levaram a se exilar.
Em 1907, ele se estabelece na Suíça, na pensão Lambert em Baugy-sur-Clarens (hoje parte do município de Montreux) e depois em Lausanne, onde conserva os livros que conseguiu trazer com ele de São Petersburgo.
Ele fundou uma ciência da leitura, a bibliopsicologia (ou «psicologia bibliológica»), que é o estudo da obra em relação à conexão que se estabelece entre o leitor e o autor.

## Publicações
- Nikolaĭ Alexandrovitch Roubakine, Introdução à psicologia bibliológica [trad. do russo por A. Roubakine], Paris: J. Povolozky, 1922

## Artigos relacionados
- Édouard Claparède
- Paul Otlet
- Adolphe Ferrière